# Jouey
Jouey é uma comuna francesa na região administrativa da Borgonha-Franco-Condado, no departamento de Côte-d'Or. Estende-se por uma área de 25,11 km². Em 2010 a comuna tinha 186 habitantes (densidade: 7,4 hab./km²).